# Prix Balleroy
Le prix Balleroy, de la fondation du même nom, est un ancien prix décennal de poésie, créé en 1957 par l'Académie française et « attribué à un poète, même inconnu ou du moins peu connu, pourvu qu’il ait du talent ».

## Liste des lauréats

### Années 1950
- 1957 : Pierre Labracherie (1896-1977) pour Grande Complainte de l’an XL

### Années 1960
- 1964 : Henri Bernet (1895-1983) pour Le Second Livre des Épîtres

### Années 1970
- 1974 : Jean-Georges Prosper pour Au soleil de l’Île Maurice

### Années 1980
- 1984 : Bernadette Menu pour Le Passe-marges